# Iossif Florianowitsch Geilman

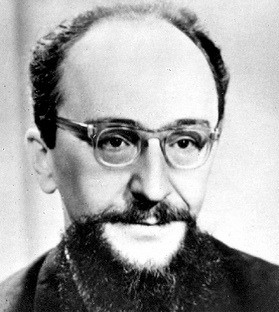
Iossif Florianowitsch Geilman

Iossif Florianowitsch Geilman (russisch Иосиф Флорианович Гейльман; geb. 3. März 1923; gest. 13. Juni 2010) war ein russischer und internationaler Experte für Gebärdensprache, Gebärdensprachdolmetscher und Autor verschiedenster Publikationen, die noch bis heute Anwendung finden. Er war zudem der Gründer und erster Direktor des All-Russian Educational Center for the Deaf, auch bekannt unter dem Namen LRC (Leningrad Rehabilitation Center), in dem Gehörgeschädigte aus der ganzen UdSSR unterrichtet und ausgebildet wurden. Iossif Geilman war einer der zentralen Experten, die an der Entwicklung von Gestuno, der internationalen Gebärdensprache, beteiligt waren.

## Kindheit und Jugendzeit
Geilman wurde am 3. März 1923 geboren und entstammte einer russisch-deutschen Familie jüdischen Glaubens. Die Vorfahren von Iosif Geilman wanderten von Deutschland nach Russland aus. Einer seiner Vorfahren war Hauptbrandmeister der Stadt Sankt Petersburg. Die Eltern von Iosif Geilman, Florian and Elizaveta Geilman, waren beide gehörlos. Dennoch war es ihnen wichtig, dass sowohl in gesprochener Sprache als auch mit Hilfe der Gebärdensprache kommuniziert wurde. Iosifs Vater, Florian, studierte an der Stieglitz Arts and Crafts Academy und arbeitete anschließend als Konstrukteur bei Elektrosila. Elizaveta studierte am Smolny Institute of Noble Maidens und arbeitete im Anschluss an ihr Studium bei Karl Bulla in einem Fotogeschäft. Sie war zudem Schauspielerin an einem Theater für Gehörlose. Im Jahr 1937 wurde das Theater demontiert und dessen Direktor aus politischen Gründen inhaftiert. Geilmans älterer Bruder Oleg zog nach seiner Hochzeit nach Gelendzhik und kämpfte im Zweiten Weltkrieg, wofür er mehrfach ausgezeichnet wurde. Die Inspiration für seinen weiteren beruflichen Werdegang erhielt Geilman durch die Atmosphäre im elterlichen Haus. In seinem Elternhaus trafen sich regelmäßig Gehörlose der Gemeinde Sankt Petersburg und der damals junge Iosif dolmetschte Radiosendungen für die anwesenden Gäste. Im Alter von 15 Jahren trat Geilman der All-Russian Society of the Deaf bei und arbeitete dort als Gebärdensprachdolmetscher in Leningrad. Er war mit seinen 15 Jahren der jüngste Angestellte. Zwei Jahre später begann er mit dem Studium der Geschichte an der Staatlichen Universität Leningrad.

## Kriegsjahre
Im Juni 1941, kurz vor Beginn des Deutsch-Sowjetischen Kriegs, bat Pavel Saveliev, Vorsitzender der All-Russian Society of the Deaf, Geilman darum, als Helfer und Dolmetscher 300 gehörlose Kinder zu betreuen, die eine Bootsfahrt auf der Wolga von Moskau nach Astrachan antraten. Doch der Zweite Weltkrieg machte die Pläne zunichte und Geilman und dessen Gruppe war es nicht möglich, über die Stadt Jaroslawl hinauszukommen. Folglich war der damals junge Geilman zwischen 1941 und 1943 für diese gehörlosen Kinder verantwortlich. 1944, nach Ende der Belagerung der Stadt, ging Geilman nach Leningrad zurück. Dort erfuhr er, dass seine Eltern die schwere Hungersnot während der Belagerung Leningrads nicht überlebt hatten. Zum Gedenken an seine Eltern begann Geilman als Gebärdensprachdolmetscher für die All-Russian Society of the Deaf zu arbeiten. Während dieser Zeit fand Geilman auch zu Mariana, seiner Freundin aus Kindheitstagen, zurück. Marianas Eltern boten ihm ihre Gastfreundschaft an, in einer Zeit, in der er kein Zuhause hatte. Bald darauf heirateten Iosif Geilman und Mariana.

## Berufung und Berufsweg
Während seiner Beschäftigung als Gebärdensprachdolmetscher erkannte er die Notwendigkeit, die russische Gebärdensprache zu perfektionieren, da es ihr, seinen Beobachtungen nach, an terminologischer Vielfalt mangelte. Der Gebärdensprache fehlte ein Vorrat an Ausdrucksmitteln und so fühlte er sich dazu berufen, diesen Mangel zu beheben.
Auf seine Initiative hin wurde in den 1950er Jahren ein auf Gehörlose spezialisierter Sekundarunterricht eingeführt. Junge gehörgeschädigte Männer und Frauen, die bereits im Berufsleben standen, konnten in Leningrad per Frontal- oder Fernunterricht daran teilnehmen. Die Schulleitung wurde von Marina Anohina übernommen, nachdem sie Iosif Geilman mit seiner ersten Publikation, einem Anfängerbuch für Gehörlose, vertraut gemacht hatte. Dies wurde zur Initialzündung für Geilmans weitere Forschungsbemühungen im Bereich der russischen Gebärdensprache. Geilman publizierte die fruchtbaren Ergebnisse seiner Forschungen, darunter das 1956 unter dem Titel Signing and Fingerspelling erschienene Handbuch. Texte und Übungen, Das Fingeralphabet und die Gebärdensprache, wurde 1957 veröffentlicht. In den 1970er Jahren folgte ein vierbändiges Lexikon dictionary mit dem Titel Unique Communication Methods of the Deaf ("Die einzigartige Kommunikationsmethode der Gehörlosen").
Menschen zu unterrichten spielte eine wichtige Rolle in Geilmans Leben. Er schrieb zudem das Handbuch Training Interpreters. Study Plan and Course Programs, dessen Zielgruppe Studenten waren, die die Gebärdensprache von Grund auf erlernten. Rund zweihundert Dolmetscher wurden auf Anraten lokaler Ortsgruppen der All-Russian Society for the Deaf von 1961 bis 1968 durch Geilmans eigene Kurse ausgebildet.
Geilmans Bestrebungen machten an der russischen Grenze nicht Halt. Auch während der Jahre des Eisernen Vorhangs machte er sich einen Namen in der internationalen Gemeinschaft der Gehörlosen und nahm an verschiedensten Kongressen und Symposien teil. Er wirkte im Ostblock, wie auch im Westen, unter anderem in Ländern wie Italien und den USA. Es war eine Anerkennung seines professionellen Status‘, da den meisten sowjetischen Bürgern zu dieser Zeit das Reisen in den Westen versagt blieb.
Geilman war stellvertretender Vorsitzender des Weltverbands der Gehörlosen (WFD) und Teil einer Expertengruppe, die sich mit der internationalen Gebärdensprache Gestuno beschäftigte, die heute unter dem Namen ISL (International Sign Language) bekannt ist. Geilman gehörte zudem viele Jahre dem Ausschuss des WFDs für die soziale Wiedereingliederung von Gehörlosen an.
Er war mit William Castle befreundet, der dem National Technical Institute for the Deaf angehörte, das noch heute Teil des Rochester Institute of Technology ist. Es war damals die erste technische Hochschule für Gehörlose. Die Lebenswege der beiden Kollegen und Advokaten für die Gehörlosen kreuzten sich erneut, als Geilman in den Ruhestand trat und in die USA auswanderte.
Ein Wendepunkt in Geilmans Karriere war die Eröffnung der ASD LRC Technical School (All-Russian Society of the Deaf Leningrad Rehabilitation Center), einer konzeptionell einmaligen Ausbildungseinrichtung in der UdSSR. Die Einrichtung entwickelte sich zu einer Ausbildungseinrichtung, die ihresgleichen suchte und zu der talentierte junge Männer und Frauen aus der ganzen UdSSR anreisten, um sich fortzubilden. Das Hauptanliegen des Zentrums war, Gehörlosen und/oder hörgeschädigten Menschen, sprachlich und fachlich auf die gleiche Höhe zu bringen und ihnen dadurch ein in jeder Hinsicht eigenständiges Leben zu ermöglichen. Die jungen Menschen erhielten eine hochqualifizierte Ausbildung als Grafiker, Buchhalter, Eventmanager, Gebärdensprachdolmetscher, Mediaelektroniker, Buchbinder, Schriftsetzer, Drucker, und vieles mehr. Die Leningrad Rehabilitation Center Polytechnical School hatte ihren Standort in Pavlovsk, einem Vorort von Leningrad. Finanziert wurde das Ganze durch die All-Russian Society of the Deaf. Geilman wurde zum Direktor ernannt und verblieb 20 Jahre lang, bis er in den Ruhestand trat, in dieser Position. Unter seiner sorgsamen und engagierten Führung konnte das Zentrum regional und strukturell expandieren. Es entstanden neue Wirkungsbereiche, wie kulturelle Aktivitäten und Fortbildungsmöglichkeiten, Sport- und Sporttherapie sowie ein Fachbereich für Gebärdensprache und Gebärdensprachdolmetschen.
Geilman trug auch entscheidend dazu bei, dass die Gebärdensprache zu einem feststehenden Bestandteil aller Fernsehübertragungen wurde. Er setzte sich auch dafür ein, dass gehörgeschädigten Autofahrern das Recht auf einen Führerschein nicht verwehrt werden konnte.

## Familie und Privatleben
Geilman heiratete Marina im Jahr 1945. Ihre Ehe dauerte von 1945 bis zu ihrem Tod im Jahr 2003.
Im Jahr 1991 wanderte Geilman in die USA aus. Sein Leben spielte sich zwischen den beiden Kontinenten ab. Er starb in Russland.
Aus der Ehe mit Marina Geilman gingen zwei Kinder hervor. Sein Sohn Cyril entschied sich dafür, der Karriere seines Vaters zu folgen und ebenfalls Gebärdensprachdolmetscher zu werden. Er war Direktor eines der kulturellen Zentren der Gehörlosen in Russland, während seine Tochter Natasha die englische Sprache studierte, promovierte und den Weg einer Linguistin einschlug. Sie arbeitete als Übersetzerin, Dolmetscherin und Redakteurin. Sie war zudem im Bereich der Sprachforschung tätig und leitete später ein Übersetzungsbüro in den USA. Geilman hat fünf Enkel.
Als Experte für Gebärdensprache konnte sich Geilman problemlos mit Gehörlosen verschiedenster Nationen unterhalten.
Während seiner Lehrtätigkeit in der Sowjetunion sollte ein Schüler der Technischen Hochschule für eine Aktmalerei von der Schule verwiesen werden, eine Kunstrichtung der gegenüber man zu dieser Zeit in der Sowjetunion noch keinesfalls aufgeschlossen war. Das Komitee der kommunistischen Partei beschloss, ihn von der Schule zu werfen. Geilman reagierte darauf mit einer entschlossenen und für ihn riskanten Antwort: „Mein Schüler bleibt. Wenn er geht, dann gehe ich auch.“ Der junge Künstler konnte daraufhin auf der technischen Hochschule bleiben.

## In Gedenken

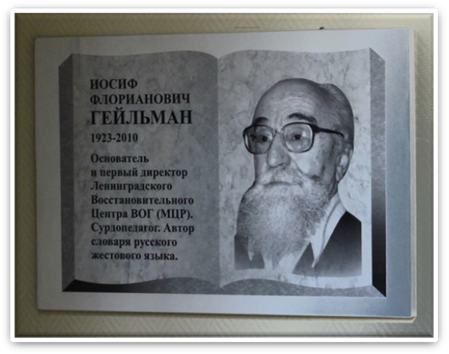
Gedenktafel zu Ehren von Iosif Florianovich Geilman (6. April 2017, Regionales Zentrum für Gehörgeschädigte – vormals Leningrader Rehabilitationszentrum).

Geilman verstarb im Juni 2010. Er fand seine letzte Ruhe im Friedhof von Serafimovskove in Sankt Petersburg. Am 6. April 2017 erhielt Iosif Geilman eine Gedenktafel vor dem Regionalen Zentrum für Hörgeschädigte (vormals Leningrader Rehabilitationszentrum).

## Veröffentlichungen
- Ручная азбука и речевые жесты глухонемых. Vsesojuznoe Kooperativnoe Izdatelʹstvo, Moskau 1957 (russisch).
- Специфические средства общения глухих: дактилология и мимика. Handbuch [in 5 Teilen] VOG, Leningrad 1975 (russisch).
- Изучаем жестуно: учеб. пособие. LRC VOG, 1982 (russisch).
- Учебно-воспитательная работа с неслышащими учащимися в процессе профессиональной подготовки. Leningrad 1974 (russisch).
- Ваш друг – жестика: словарь, упражнения, разговорник. Leningrad Mixed Partnership (LIO), Sankt Petersburg 2002 (russisch).
- Дактилология. VOG, Leningrad 1981 (russisch; Lehrbuch).
- Словарь жестового языка. 2. überarbeitete und erweiterte Auflage 2004 (russisch, Lexikon der Gebärdensprache [in 2 Bänden]).

| Personendaten    | Personendaten                                                               |
| ---------------- | --------------------------------------------------------------------------- |
| NAME             | Geilman, Iossif Florianowitsch                                              |
| ALTERNATIVNAMEN  | Гейльман, Иосиф Флорианович; Deaf, All-Russian Educational Center for the   |
| KURZBESCHREIBUNG | russischer Experte für Gebärdensprache, Gebärdensprachdolmetscher und Autor |
| GEBURTSDATUM     | 3. März 1923                                                                |
| STERBEDATUM      | 13. Juni 2010                                                               |